# Unity Band
Unity Band – album studyjny amerykańskiego muzyka Pata Metheny’ego z nowym zespołem (w składzie:Chris Potter, Ben Williams, Antonio Sánchez), wydany w 2012 roku. Wszystkie utwory skomponował Pat Metheny. To pierwszy od 32 lat longplay Metheny’ego z użyciem saksofonu. W jednym z utworów, "Signals", Pat Metheny zagrał na orkestronie. Płyta otrzymała nagrodę Grammy w kategorii Najlepszy Album Jazzu Instrumentalnego podczas 55. ceremonii rozdania nagród Grammy.

## Twórcy
- Pat Metheny – gitary akustyczna i elektryczna, syntezator gitarowy, orchestrion
- Chris Potter – saksofon tenorowy, klarnet basowy, saksofon sopranowy
- Ben Williams – bas akustyczny
- Antonio Sánchez – perkusja

## Lista utworów
| Nr | Tytuł                          | Długość |
| -- | ------------------------------ | ------- |
| 1. | "New Year"                     | 7:37    |
| 2. | "Roofdogs"                     | 5:33    |
| 3. | "Come and See"                 | 8:28    |
| 4. | "This Belongs to You"          | 5:20    |
| 5. | "Leaving Town"                 | 6:24    |
| 6. | "Interval Waltz"               | 6:26    |
| 7. | "Signals (Orchestrion Sketch)" | 11:26   |
| 8. | "Then and Now"                 | 5:57    |
| 9. | "Breakdealer"                  | 8:34    |

## Notowania
| Lista albumów (2012)      | Najwyższa pozycja |
| ------------------------- | ----------------- |
| Billboard Top Jazz Albums | 2                 |
| Billboard 200             | 146               |